# Braintree (Vermont)
Braintree es un pueblo ubicado en el condado de Orange en el estado estadounidense de Vermont. En el año 2010 tenía una población de 1.246 habitantes y una densidad poblacional de 12,55 personas por km².

## Geografía
Braintree se encuentra ubicado en las coordenadas 43°57′42″N 72°42′18″O / 43.96167, -72.70500.

## Demografía
Según la Oficina del Censo en 2000 los ingresos medios por hogar en la localidad eran de $37,232 y los ingresos medios por familia eran $45,357. Los hombres tenían unos ingresos medios de $30,707 frente a los $21,411 para las mujeres. La renta per cápita para la localidad era de $16,480. Alrededor del 6.5% de la población estaba por debajo del umbral de pobreza.